# Adam Puza
Adam Jan Puza (Szarejki; 2 de Janeiro de 1951 — ) é um político da Polónia. Ele foi eleito para a Sejm em 25 Setembro de 2005 com 5213 votos em 35 no distrito de Olsztyn, candidato pelas listas do partido Prawo i Sprawiedliwość.